# احمد توفیق
سید عبدالله اسحاقی معروف به احمد توفیق فرزند سیدمحمدامین اسحاقی در سال ۱۳۱۰ شمسی در محله ارمنیان شهر مهاباد متولد گردید. تحصیلات ابتدایی و متوسطه را در شهر مهاباد گذارانید. وی در دوران متوسطه در شهر مهاباد با یاری تنی چند از دوستان نزدیک خود که همگی از اعضای رسمی یا هواداران حزب توده بودند، از جمله (غنی بلوریان و دکتر عبدالله مولوی) جمعیت جوانان حزب دموکرات کردستان ایران را تشکیل دادند. بعد از پایان عمر جمهوری کردستان از بقایای حزب دمکرات کردستان ایران دو بخش مهم پا گرفت، یکی کمیته مرکزی و دیگری کمیته اجرایی. در کمیته مرکزی عبدالرحمان قاسملو و افراد سیاسی فعاّل بودند و در کمیته اجرایی مبارزینی از قبیلِ سیدعبدالله اسحاقی (احمد توفیق) و قادر شریف و سلیمان معینی این افراد در دهه ۱۳۴۰ در بخش‌های کردنشین ایران و گاه عراق، حضور فعال داشتند.
با روشن شدن همکاری یکی از افراد خانواده دکتر قاسملو با ساواک و اخراجش از کمیته مرکزی، اختلاف بین دو جناح حزب بالا می‌گیرد و کمیته اجرایی رو می‌آید. در سال ۱۳۴۳ با کمک ملا مصطفی بارزانی کنگره دوم حزب دموکرات کردستان ایران در روستای سونی کردستان عراق به صورت مخفی برگزار می‌شود و عبدالله اسحاقی با نام مستعار احمد توفیق به عنوان دبیرکل حزب دمکرات کردستان ایران انتخاب می‌شود و بدین صورت کمیته اجرایی جای پای خود را محکم می‌کند.
احمد توفیق به علت نزدیکی تاکتیکی بارزانی به دولت وقت ایران بنا به توصیه وی به منطقه بادینان فرستاده می‌شود. توفیق بعد از مدتی از پارت دمکرات کردستان عراق جداشده و برای احیاء مجدد حزب دمکرات کردستان ایران از طریق ئامیدی به بغداد می‌رود. در آن زمان دولت حسن البکر پشتیبانی از او را منوط به جنگیدن با بارزانی می‌نماید که وی گویا مخالفت می‌کند و به وسیلهٔ دولت مرکزی عراق دستگیر می‌گردد. در نهایت احمد توفیق بعد از تحمل هشت ماه شکنجه در سال ۱۹۷۳ در زندان ابوغریب بغداد کشته می‌شود.
اولین مجله به نام «ریگا» را در آبان ۱۳۲۷ منتشر ساختند، غنی بلوریان در دستگیری‌های دسته جمعی در مهاباد دستگیر و تحویل دادگاه شد و چون مشمول بود به ارتش تحویل گردید. خدمت سربازی او در زندان پادگان‌های مهاباد، تبریز و ارومیه گذشت پس از اتمام خدمت و چندین بار شک و تردید برای ماندن یا رفتن به شوروی در نزدیکی مرز دستگیر و به تهران اعزام گردید، توسط افسران توده‌ای ارتش پس از ۶ ماه از زندان آزاد و مجدداً به مهاباد برگشت، و به صورت محرمانه فعالیت سیاسی خود را ادامه داد، در جشن ملی شدن نفت تظاهرات سیاسی در شهر مهاباد به راه انداخت. در سال ۱۳۳۰ با احساس نیاز به افزایش اطلاعات تئوریک به حزب توده نزدیک شد، با همفکری «سید عبدالله اسحاقی» و «دکتر عبدالرحمان قاسملو» ارتباط او با حزب توده برقرار شد.